# VIP (Aya Nakamura)
VIP è un singolo della cantante francese Aya Nakamura, pubblicato il 21 settembre 2022.

## Formazione
- Aya Nakamura – voce
- Vladimir Boudnikoff – produzione

## Classifiche
| Classifica (2022) | Posizione massima |
| ----------------- | ----------------- |
| Francia           | 39                |